# 高森熱海有料道路
高森熱海有料道路（たかもりあたみゆうりょうどうろ）は、起点を福島県耶麻郡猪苗代町大字蚕養字沼尻山、終点を郡山市熱海町大字石筵字萩岡とするかつての一般有料道路である。愛称は母成グリーンライン。
福島県道路公社が管理していた。1976年（昭和51年）9月1日供用開始、2006年（平成18年）9月1日料金徴収期間満了により無料開放。

## 概要
- 路線名 福島県道24号中の沢熱海線
- 延長 10.6km
- 総事業費 15.9億円
- 有料時料金（普通車） 730円
- 料金徴収期間 30年間